# Kalomira
Kalomira (in greco Καλομοίρα?, Kalomoira), pseudonimo di Marie Carol Sarantis (in greco Μαρία Καλομοίρα Σαράντη?, Maria Kalomoira Sarantī; West Hempstead, 31 gennaio 1985), è una cantante greca naturalizzata statunitense.

## Biografia

### Gli inizi
Kalomira nasce il 31 gennaio 1985 a West Hempstead, nello stato di New York, con il nome di Maria Carol Sarantī, figlia di due immigrati greci Nikos e Eleni, gestori di un ristorante. Nota al pubblico televisivo greco per la sua partecipazione e vincita al talent show Fame Story. Di lingua madre americana, il suo arrivo in Grecia così come la sua permanenza nel suddetto programma fu caratterizzata dalla difficoltà che Kalomira incontrò con la lingua greca; tuttavia ciò rappresentò una sfida, brillantemente vinta, in virtù della quale riuscì a farsi apprezzare dall'audience, soprattutto giovanile, greco. Durante Fame Story Kalomira ha mostrato la sua abilità e naturalezza a tenere il palco, caratteristica tipica della superstar d'oltreoceano, pur cimentandosi con classici della musica folk greca. La vittoria oltre che 200000 € le assicurò un contratto discografico con l'etichetta Heaven.

### 2004-2006: primi album
Nel 2004 esce il disco d'esordio omonimo della cantante la quale debutta poi live al fianco di Despina Vandi e Thanos Petrelis al Rex di Atene; l'anno seguente viene pubblicato Paizeis?, disco in cui si cimenta anche nella composizione di due delle quattordici canzoni della tracklist. I sopraccitati album raggiungono il golden status nelle vendite. Nel dicembre 2006 Kalomira re-inventa e riadatta le colonne sonore dei classici film greci nel suo terzo lavoro I Kalomoira Paei Cinema. Oltre alla carriera da nuova promessa del pop greco dal sapore internazionale, è da citare anche la sua esperienza in tv come ad esempio, la conduzione del popolare show Pio Poli Tin Kuriaki in onda su Mega Channel e di Proinos Cafè.

### 2007-presente: Eurovision e nuovo album
Alla fine del 2007, l'Heaven Music sceglie Kalomira come concorrente nella Finale Nazionale dell'Eurovision del 2008 per rappresentare la Grecia. Kalomoira e i suoi autori puntano in un ritmo senza dubbio all'avanguardia per il pubblico ellenofono, ma non originale rispetto alle sonorità americane; una canzone che già funziona e funzionerà a prescindere dall'esito della selezione il 27 febbraio della greek entry per l'edizione del festival di questo anno.
Punti a favore sicuramente l'ottima padronanza della lingua inglese, richiesta non solo durante l'esibizione, ma anche per la promozione della canzone stessa e anche le straordinarie capacità di Kalomoira come ballerina. Un testo semplice, beat orientale e coinvolgente, ritornello ammiccante: insomma un nuovo tormentone per la giovane principessa del pop greco.
Kalomira annuncia sul suo diario online l'uscita del suo nuovo album. Quest'ultimo, chiamato Secret Combination the Album, venne pubblicato il 29 maggio del 2008, e contiene canzoni in greco e inglese, inclusa Secret Combination. Kalomira conquista il terzo posto all'Eurovision, dietro Ucraina e Russia con 218 punti

## Discografia

### Album
- 2004 - Kalomoira
- 2005 - Paizeis?
- 2006 - I Kalomoira paei cinema
- 2008 - Secret Combination: The Album

### EP
- 2016 - Best Of

### Singoli
- 2004 - Nomizeis
- 2004 - Ego eimai i Kalomira
- 2004 - Proti Mou fora
- 2005 - Kai tou Hronou
- 2005 - Pethaino gia sena
- 2005 - Paizeis
- 2006 - Gine mazi mou paidi
- 2006 - Ki olo perimeno
- 2007 - Medley
- 2008 - Secret Combination
- 2008 - Sto diko mou rythmo
- 2009 - Hot
- 2010 - Please Don't Break My Heart (feat. Fatman Scoop) / (Ragga Ver.)
- 2010 - I Do
- 2011 - This Is The Time
- 2012 - Other Side Tonight
- 2015 - This Is Summer
- 2016 - Ta xristougenna auta / Christmas Time
- 2017 - Shoot 'em Down
- 2018 - Mommy Loves You

#### Come featuring
- 2017 - Lipstick 2017 (Kim feat. Kalomira)